# Új Progresszív Párt (Puerto Rico)
Az Új Progresszív Párt (spanyolul: Partido Nuevo Progresista, PNP) egy politikai párt Puerto Ricóban, amely támogatja a terület amerikai állammá változását. A PNP egyike a két nagy pártnak az országban, jelenleg a kormányzó és a helyi biztos is a párt tagja.
A párt tagjai feloszthatóak, egy részük az amerikai Demokrata, a másik pedig a Republikánus Párthoz tartoznak, összességében a PNP konzervatívabb, mint a helyi PDP párt.
A párt 1967-ben született, mikor a Partido Estadista Republicano felszólította tagjait, hogy ne vegyenek részt az államiságról szóló szavazáson. Többen ezt követően elhagyták a pártot és megalapították a PNP-t.

## Választási eredmények

### Törvényhozói választások
| Év   | Elnyert székek | +/– |
| ---- | -------------- | --- |
| 1968 | 25 / 51        | 25  |
| 1972 | 15 / 54        | 10  |
| 1976 | 33 / 51        | 18  |
| 1980 | 25 / 51        | 8   |
| 1984 | 16 / 51        | 9   |
| 1988 | 15 / 53        | 1   |
| 1992 | 36 / 53        | 21  |
| 1996 | 37 / 54        | 1   |
| 2000 | 20 / 51        | 17  |
| 2004 | 32 / 51        | 12  |
| 2008 | 37 / 51        | 5   |
| 2012 | 23 / 51        | 14  |
| 2016 | 34 / 51        | 11  |
| 2020 | 21 / 51        | 13  |

| Év   | Elnyert székek | +/– |
| ---- | -------------- | --- |
| 1968 | 12 / 27        | 12  |
| 1972 | 8 / 29         | 4   |
| 1976 | 14 / 27        | 6   |
| 1980 | 12 / 27        | 2   |
| 1984 | 8 / 27         | 4   |
| 1988 | 8 / 27         | –   |
| 1992 | 20 / 29        | 12  |
| 1996 | 19 / 28        | 1   |
| 2000 | 19 / 28        | –   |
| 2004 | 18 / 27        | 1   |
| 2008 | 22 / 27        | 4   |
| 2012 | 8 / 27         | 14  |
| 2016 | 21 / 30        | 13  |
| 2020 | 10 / 27        | 12  |

### Kormányzói választások
| Év   | PNP Jelölt               | Szavazatok száma | Szavazat%  | +/-   | Eredmény |
| ---- | ------------------------ | ---------------- | ---------- | ----- | -------- |
| 1968 | Luis A. Ferré            | 400,815          | 43,6 / 100 | 43.6% | Győztes  |
| 1972 | Luis A. Ferré            | 563,609          | 43,4 / 100 | 0.2%  | Vesztes  |
| 1976 | Carlos Romero Barceló    | 703,968          | 48,3 / 100 | 4.9%  | Győztes  |
| 1980 | Carlos Romero Barceló    | 759,926          | 47,2 / 100 | 1.1%  | Győztes  |
| 1984 | Carlos Romero Barceló    | 768,959          | 44,6 / 100 | 2.6%  | Vesztes  |
| 1988 | Baltasar Corrada del Río | 820,342          | 45,8 / 100 | 1.2%  | Vesztes  |
| 1992 | Pedro Rosselló           | 938,969          | 49,9 / 100 | 4.1%  | Győztes  |
| 1996 | Pedro Rosselló           | 1,006,331        | 51,1 / 100 | 1.2%  | Győztes  |
| 2000 | Carlos Pesquera          | 919,194          | 45,7 / 100 | 5.4%  | Vesztes  |
| 2004 | Pedro Rosselló           | 959,737          | 48,2 / 100 | 2.5%  | Vesztes  |
| 2008 | Luis Fortuño             | 1,025,965        | 52,8 / 100 | 4.6%  | Győztes  |
| 2012 | Luis Fortuño             | 884,775          | 47,1 / 100 | 5.7%  | Vesztes  |
| 2016 | Ricky Rosselló           | 649,791          | 41,8 / 100 | 5.3%  | Győztes  |
| 2020 | Pedro Pierluisi          | 406,830          | 32,9 / 100 | 8.8%  | Győztes  |

### Biztosi választás
| Év   | PNP Jelölt               | Szavazatok száma | Szavazat%  | +/-   | Eredmény |
| ---- | ------------------------ | ---------------- | ---------- | ----- | -------- |
| 1968 | Jorge Luis Córdova       | 400,815          | 43,6 / 100 | 43.6% | Győztes  |
| 1972 | Jorge Luis Córdova       | 563,609          | 43,4 / 100 | 0.2%  | Vesztes  |
| 1976 | Baltasar Corrada del Río | 703,968          | 48,3 / 100 | 4.9%  | Győztes  |
| 1980 | Baltasar Corrada del Río | 760,484          | 47,7 / 100 | 1.1%  | Győztes  |
| 1984 | Nelson Femadas           | 769,951          | 45,3 / 100 | 2.4%  | Vesztes  |
| 1988 | Pedro Rosselló           | 824,879          | 46,6 / 100 | 1.3%  | Vesztes  |
| 1992 | Carlos Romero Barceló    | 908,067          | 48,6 / 100 | 2.0%  | Győztes  |
| 1996 | Carlos Romero Barceló    | 973,654          | 50,0 / 100 | 1.4%  | Győztes  |
| 2000 | Carlos Romero Barceló    | 905,690          | 45,6 / 100 | 4.6%  | Vesztes  |
| 2004 | Luis Fortuño             | 956,828          | 48,8 / 100 | 3.2%  | Győztes  |
| 2008 | Pedro Pierluisi          | 1,010,304        | 52,7 / 100 | 3.9%  | Győztes  |
| 2012 | Pedro Pierluisi          | 905,066          | 48,4 / 100 | 4.3%  | Győztes  |
| 2016 | Jenniffer González       | 713,605          | 48,8 / 100 | 0.4%  | Győztes  |
| 2020 | Jenniffer González       | 490,273          | 40,8 / 100 | 8.0%  | Győztes  |

## A párt elnökei
- 1967–1974: Luis A. Ferré
- 1974–1987: Carlos Romero Barceló
- 1987–1988: Baltasar Corrada del Río
- 1988–1989: Ramón Luis Rivera
- 1989–1991: Carlos Romero Barceló
- 1991–1999: Pedro Rosselló
- 1999–2000: Carlos Pesquera
- 2000–2001: Norma Burgos
- 2001–2001: Leonides Díaz Urbina
- 2001–2003: Carlos Pesquera
- 2003–2008: Pedro Rosselló
- 2008–2013: Luis Fortuño
- 2013–2016: Pedro Pierluisi
- 2016–2019: Ricardo Rosselló
- 2019–2020 : Thomas Rivera Schatz
- 2020–napjainkig : Pedro Pierluisi